# Slave (песня The Rolling Stones)
«Slave» — песня группы The Rolling Stones, выпущенная на их студийном альбоме Tattoo You.
Песня, написанная Миком Джаггером и Китом Ричардсом, была первоначально записана в Роттердаме, Нидерланды (под рабочим названием «Vagina») на Rolling Stones Mobile Studio в конце января — начале февраля 1975 года. В то время the Rolling Studios столкнулась с неожиданной проблемой поиска второго гитариста, после ухода из группы Мика Тейлора. На песне Билли Престон играет на электропианино и органе (хотя возможно на органе играет Иэн Стюарт). Пит Таунсенд — вокалист группы The Who исполняет бэк-вокал на записи, также в песне появляется одна из трех партий саксофониста Сонни Ролинза для альбома. Перкуссия Олли Брауна была записана в 1975 году, потом к ней были добавлены конги Майка Карабелло во время финальных сессий для альбома в июне 1981 года.
Журнал Rolling Stone в рецензии на альбом назвал песню «…стандартным блюзовым джемом Стоунз», «Slave» получилась в результате экспериментов Стоунз с элементами фанка и танцевальной музыки во время сессий для альбома Black and Blue в 1974/75 годах. Слова песни не многозначительны, за исключением строк «Don’t want to be your slave» — «Не хочу быть твоим слугой». Кит Ричардс исполнил партию электрогитары вместе с Чарли Уоттсом и Биллом Уайменом, играющими на барабанах и басу, соответственно.
Песня никогда не исполнялась группой вживую, хотя была отрепетирована для турне в 2002 году — она не была включена ни в один сборник.
На переиздании альбома Tattoo You на CD под лейблом Virgin Records содержатся дополнительные 90 секунд песни «Slave».